# Dvojtečkové třídění
Dvojtečkové třídění (anglicky: „Colon classification“, CC) je systém knihovního třídění vyvinutý S. R. Ranganathanem, který byl prvním analyticko-syntetickým klasifikačním systémem. První edice byla uvedena v roce 1933, načež následovalo dalších šest edic. Je používaný především v knihovnách v Indii.
Název „dvojtečkové třídění“ vychází z použití dvojteček pro oddělení jednotlivých prvků v klasifikační větě. Mnoho dalších klasifikační schémat ovšem dvojtečky používá k různým účelům taktéž.